# Hérics Dávid
Hérics Dávid (1993. augusztus 6. –) világbajnok magyar kajakozó.

## Pályafutása
2013-ban a Dudás Miklós, Tótka Sándor, Molnár Péter, Hérics Dávid összeállítású váltó bronzérmes lett, majd a 2014-es gyorsasági kajak-kenu világbajnokságon Molnár Pétert Nádas Bencére cserélve aranyérmes lett. A 2015-ös gyorsasági kajak-kenu világbajnokságon Somorácz Tamással K-2 500 méteren bronzérmes lett.